# Estación de Segorbe-Arrabal
Segorbe-Arrabal es un apeadero ferroviario situado en el municipio español de Segorbe en la provincia de Castellón, Comunidad Valenciana. Pertenece a la red de Adif. Forma parte de la línea C-5 de Cercanías Valencia.

## Situación ferroviaria
Está situada en el punto kilométrico 237,2 de la línea 610 de la red ferroviaria española que une Zaragoza con Sagunto por Teruel, a 355,40 metros de altitud. El kilometraje se corresponde con el histórico trazado entre Calatayud y Valencia, tomando la primera como punto de partida. El tramo es de vía única y está sin electrificar.

## Historia
En 1958 la estación ya estaba integrada en el servicio de Cercanías de Valencia, formando parte de la línea Mora de Rubielos-Valencia. Desde enero de 2005 las instalaciones pasaron a ser gestionadas por Adif.

## La estación
No forma parte de las estaciones originales puestas en funcionamiento por la Compañía del Ferrocarril Central de Aragón, ya que su construcción es mucho más reciente. Tiene como propósito principal dar servicio al noroeste del municipio. Para ello se construyó un simple apeadero, en curva, dotado de un pequeño refugio acristalado al que accede únicamente la vía principal.

## Servicios ferroviarios

### Cercanías
Forma parte de la línea C-5 de Cercanías Valencia. La frecuencia es de tres o cuatro trenes por sentido, aunque sólo uno de los que circula en dirección Sagunto continúa a Valencia-Norte sin necesidad de trasbordo.
| procedencia/destino | < estación     | Línea | estación > | destino/procedencia |
| ------------------- | -------------- | ----- | ---------- | ------------------- |
| Valencia-Norte      | Segorbe-Ciudad |       | Navajas    | Caudiel             |